# Rue Georges-Clemenceau (Nouméa)
Pour les articles homonymes, voir Rue Georges-Clemenceau.
La rue Georges-Clemenceau est une rue située dans le centre-ville de Nouméa, en Nouvelle-Calédonie.

## Histoire
Cette voie était autrefois appelée rue de Rivoli, et traversait autrefois la place des Cocotiers par un rond-point au niveau de la Fontaine Céleste[réf. souhaitée].
Le 26 mars 1963, elle a accueilli le premier feu de signalisation de la ville, à l'angle de la rue de l'Alma.

## Description
Mesurant plus de 1,7 km, elle est, comme l'avenue du Maréchal-Foch, une grande artère passante à deux ou trois voies, et également en totalité à sens unique : son sens de circulation est ainsi inverse à celui de l'avenue Foch voisine, divergeant ainsi en permanence de la place des Cocotiers.
Vers le nord, elle se dirige vers le carrefour du général Patch, généralement appelé « carrefour du Pacifique » (ancien rond-point), point stratégique situé en bordure de la rade industrielle (anse du Tir) et du port autonome. Ce carrefour répartit en effet la circulation entre les grandes avenues qui bordent le port, la rue Clemenceau qui traverse le centre, la voie express n°1 - Route du Normandie (partie nouméenne de la voie de dégagement ouest, voie rapide desservant ensuite les quartiers et les banlieues nord de Nouméa) et l'artère névralgique du quartier résidentiel de la Vallée du Tir.
Entre la place des Cocotiers et ce carrefour, la rue Clemenceau coupe la rue de l'Alma et longe les sièges de plusieurs services publics (dont les bureaux de l'Office des postes et télécommunications). De l'autre côté de la place des Cocotiers, elle pénètre vers le sud dans le quartier asiatique ou « Chinatown » nouméen dont elle constitue la colonne vertébrale avec la rue d'Austerlitz voisine. Parallèlement à l'avenue du Maréchal Foch, elle devient ensuite l'axe principal de circulation du centre-ville (et des véhicules venant des grandes artères du port) vers les quartiers résidentiels du Sud, tout en longeant le marché couvert et le Port Moselle.
Elle se divise enfin en deux, une partie rejoignant la rue du Maréchal-Foch pour donner la rue Gustave-Flaubert qui elle-même finit par rejoindre l'Avenue Charles-de-Gaulle (continuation de la rue de Sébastopol) vers le Sud, l'autre partie quant à elle pénètre dans le quartier de l'Artillerie en longeant, entre autres, le Conservatoire de musique et de danse, le lycée Lapérouse et le consulat général d'Australie pour terminer sa course en impasse à l'entrée de l'internat du lycée.